# Antreprenor
Un antreprenor este o persoană fizică sau juridică care se obligă, pe baza unor clauze și condiții contractuale, să efectueze (întreprindă) diferite lucrări (industriale, de construcții etc.) în beneficiul altei persoane sau organizații. El este un tip de agent economic reprezentativ în economia de piață care adoptă un comportament întreprinzător, de esență activă și inovatoare, specific sistemelor economice bazate pe inițiativă privată. Există mici diferențe de nuanță intre termenii antreprenor și întreprinzător.
Antreprenoriatul este un proces dinamic de creștere a bogăției și a creației de valoare care duce la bunăstarea antreprenorului și oferă o cantitate mare de servicii și bunuri de calitate societății și, de asemenea, crește bunăstarea socială. Antreprenorul este orientat spre acțiune și are multă motivație și spirit pentru a-și atinge obiectivele.

## Antreprenor social
Un întreprinzător social poate crea și gestiona atât organizații comerciale, cât și organizații non-profit, dar existența lor este condiționată de îndeplinirea unei anumite misiuni sociale. Pentru a realiza schimbările sociale necesare, o persoană trebuie să aibă inițiativă și voința de a apăra interesele altor persoane.

## Comportamente antreprenoriale
Antreprenorul este în general văzut ca inovator - un designer de idei noi și de procese de afaceri. Abilitățile de management și abilitățile puternice de construire a echipei sunt adesea percepute ca atribute de lider esențiale pentru antreprenorii de succes. Economistul politic Robert Reich consideră că conducerea, capacitatea de management și team building-ul sunt calitățile esențiale ale unui antreprenor.